# Bouquet garni

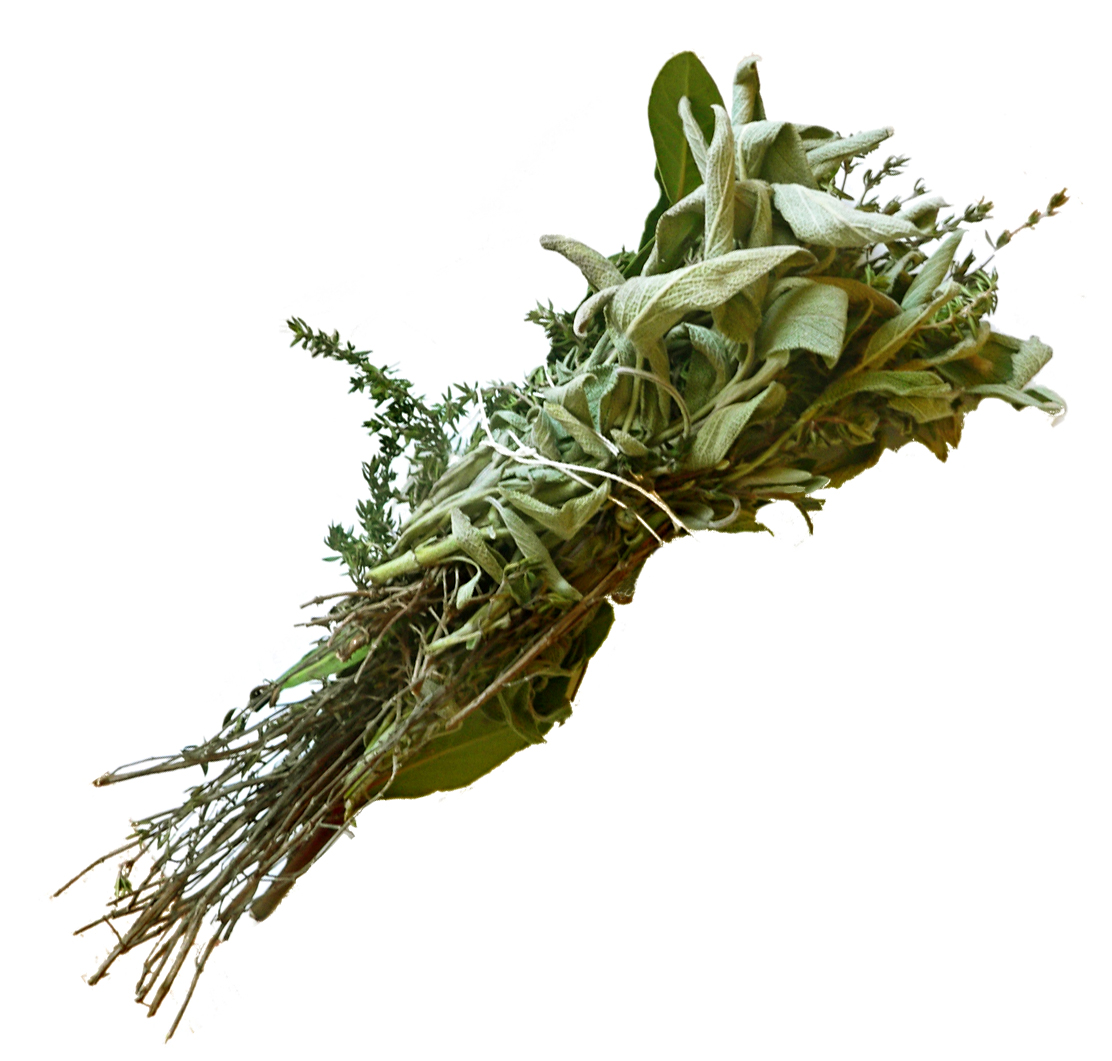
Un atadillo de hierbas.

El atadillo, también conocido por su nombre francés, bouquet garni (‘ramillete guarnecido’, a veces castellanizado como buqué) es un condimento básico para recetas francesas. Se trata de un manojo de hierbas aromáticas atadas con un hilo y que entra en la elaboración de muchos tipos de guisos de carne y ave, ragús, sopas y caldos. Generalmente se hierve con el resto de los ingredientes, pero se retira cuando se va a servir el plato. 
Es fácil de hacer en casa, pero se suele comprar hecho en las verdulerías.

## Características
No hay una receta general para el bouquet garni, pero la mayoría de recetas incluyen perejil, tomillo y hojas de laurel. Dependiendo de la receta y de la región, el bouquet garni puede incluir también albahaca, hojas de apio, perifollo, romero, ajedrea, estragón, orégano, cilantro y un trozo de hoja de puerro. El bouquet garni suele emplearse como un aromatizador de caldos y se añade en la fase final de la cocción de los mismos.

## Empleos
Entre los platos que usan el bouquet garni para su elaboración se encuentran:
- Bœuf bourguignon
- Pot au feu
- Poule au pot
- Carbonade
- Lapin chasseur
- Blanquette de ternera
- Ossobuco
- Bouillabaisse